# Norgesmesterskapet 1950
La Norgesmesterskapet 1950 di calcio fu la 45ª edizione del torneo. La squadra vincitrice fu il Fredrikstad, che vinse la finale contro il Brann con il punteggio di 3-0.

## Risultati

### Terzo turno
| Squadra 1       | Risultato      | Squadra 2        |
| --------------- | -------------- | ---------------- |
| Skeid           | 4 – 0          | Solberg          |
| Sandaker        | 2 - 3          | Odd              |
| Asker           | 2 – 1          | Viking           |
| Lillestrøm      | 3 – 2          | Fredrikstad      |
| Drammens        | 1 - 3          | Fredrikstad      |
| Sarpsborg       | 9 – 0          | Braatt           |
| Hamar           | 2 - 3 (d.t.s.) | Sparta Sarpsborg |
| Pors            | 4 – 2          | Vålerengen       |
| Start           | 1 - 2          | Fram Larvik      |
| Kvik            | 7 – 1          | Sagene           |
| Lisleby         | 3 – 1          | Geithus          |
| Moss            | 2 - 6          | Brann            |
| Ørn             | 4 – 1          | Nessegutten      |
| Stavanger       | 4 – 2          | Os               |
| Årstad          | 1 - 5          | Lyn Oslo         |
| Kristiansund FK | 4 – 2          | Ranheim          |

### Quarto turno
| Squadra 1        | Risultato      | Squadra 2       |
| ---------------- | -------------- | --------------- |
| Stavanger        | 1 - 2 (d.t.s.) | Sarpsborg       |
| Brann            | 4 – 1          | Pors            |
| Lyn Oslo         | 3 – 1          | Lillestrøm      |
| Sparta Sarpsborg | 5 – 2 (d.t.s.) | Asker           |
| Kvik             | 0 - 1          | Ørn             |
| Fredrikstad      | 6 – 1          | Kristiansund FK |
| Odd              | 3 – 1          | Lisleby         |
| Fram Larvik      | 4 – 1          | Skeid           |

### Quarti di finale
| Squadra 1 | Risultato      | Squadra 2        |
| --------- | -------------- | ---------------- |
| Lyn Oslo  | 3 – 1          | Sparta Sarpsborg |
| Brann     | 3 – 1          | Odd              |
| Sarpsborg | 1 – 1 (d.t.s.) | Fram Larvik      |
| Ørn       | 0 - 1          | Fredrikstad      |

#### Ripetizione
| Squadra 1   | Risultato | Squadra 2 |
| ----------- | --------- | --------- |
| Fram Larvik | 0 - 5     | Sarpsborg |

### Semifinali
| Squadra 1   | Risultato | Squadra 2 |
| ----------- | --------- | --------- |
| Fredrikstad | 3 – 0     | Sarpsborg |
| Brann       | 2 – 1     | Lyn Oslo  |

### Finale
| Arbitro: | Larsen |

|                                   |           |  |
| Olsen 7’ Larsen 61’ Spydevold 64’ | Marcatori |  |

#### Formazioni
| Fredrikstad (2-3-5) |  |                   |
|                     |  |                   |
| POR                 |  | Kjell Huth        |
| DIF                 |  | Åge Spydevold     |
| DIF                 |  | Odd Karlsen       |
| CEN                 |  | Bjørn Spydevold   |
| CEN                 |  | Erik Holmberg     |
| CEN                 |  | Odd Andersen      |
| ATT                 |  | Thorleif Larsen   |
| ATT                 |  | Leif Pedersen     |
| ATT                 |  | Odd Aas           |
| ATT                 |  | Henry Johannessen |
| ATT                 |  | Willy Olsen       |

| Brann (2-3-5) |  |                     |
|               |  |                     |
| POR           |  | Arthur Melby        |
| DIF           |  | Oddvar Hansen       |
| DIF           |  | Rolf Vevle Eriksen  |
| CEN           |  | Erik Krohn Hansen   |
| CEN           |  | Trygve Sigvaldsen   |
| CEN           |  | Rolf Wembstad       |
| ATT           |  | Gunnar Skagen       |
| ATT           |  | Kjell Seim          |
| ATT           |  | Gunnar Røed         |
| ATT           |  | Asbjørn Melling     |
| ATT           |  | Sigurd Zachariassen |